# Wonder Boy
Wonder Boy (ワンダー ボーイ, Wandā boi), também conhecido no Japão como Monster World (モンスター ワールド, Monsutā Warudo), é uma série de jogos de vídeo que foi lançado pela Sega e desenvolvido pela Westone Bit Entertainment (anteriormente Escape).
A série consiste em séries principais de Wonder Boy em conjunto a sub-série de Monster World. O jogo "Wonder Boy V: Monster World III" resultaria uma confusão de nome, já que no ocidente esse jogo é o último jogo da série Wonder Boy enquanto no Japão o jogo faz parte da série Monster World.
A série possui 6 jogos lançados. Cinco deles são jogos com o título de "Wonder Boy", enquanto o último jogo não contém o título de "Wonder Boy" porque o jogo tem uma protagonista feminina.

## Lista de jogos da série
| Título                             | Lançamento | Sistema                                  | Adaptações | Outros nomes/Notas                                                                                        |
| ---------------------------------- | ---------- | ---------------------------------------- | --- | --- |
| Wonder Boy                         | 1986       | Arcade                                   | Commodore 64, Amstrad CPC, ZX Spectrum, SG-1000, Master System, Game Gear, Wii (Virtual Console)               | - Super Wonder Boy (Japão, Sega Mark III)                                                                 |
| Wonder Boy in Monster Land         | 1987       | Arcade                                   | Master System, Amiga, Atari ST, Commodore 64, Amstrad CPC, ZX Spectrum, Wii (Virtual Console), Nintendo Switch | - Super Wonder Boy: Monster World (Japão, Sega Mark III) - Super Wonder Boy in Monster Land (Activision)  |
| Wonder Boy III: Monster Lair       | 1988       | Arcade                                   | Mega Drive, TurboGrafx-CD, Wii (Virtual Console)                                                               | |
| Wonder Boy III: The Dragon's Trap  | 1989       | Master System                            | Game Gear, TurboGrafx 16/PC Engine, Wii (Virtual Console)                                                      | - Wonder Boy: The Dragon's Trap (Europa, Game Gear) - Monster World II: Dragon no Wana (Japão, Game Gear) |
| Wonder Boy in Monster World        | 1991       | Sega Genesis / Mega Drive                | Master System, Wii (Virtual Console), Microsoft Windows                                                        | - Wonder Boy V: Monster World III (Japão)                                                                 |
| Monster World IV                   | 1994       | Sega Genesis / Mega Drive                | Wii (Virtual Console)                                                                                          | |
| Wonder Boy Returns                 | 2016       | Microsoft Windows                        | PlayStation 4, Nintendo Switch                                                                                 | - Remake de Wonder Boy. - Wonder Boy Returns Remix no Nintendo Switch - Desenvolvido e publicado por CFK. |
| Wonder Boy: The Dragon's Trap      | 2017       | PlayStation 4, Nintendo Switch, Xbox One | Microsoft Windows, macOS, Linux, iOS, Android                                                                  | - Remake de Wonder Boy III: The Dragon's Trap. - Desenvolvido por Lizardcube e publicado por DotEmu.      |
| Monster Boy and the Cursed Kingdom | 2018       | PlayStation 4, Xbox One, Nintendo Switch | Microsoft Windows, Stadia                                                                                      | - Developed by Game Atelier and published by FDG Entertainment.                                           |
| Wonder Boy: Asha in Monster World  | 2021       | PlayStation 4, Nintendo Switch           | | |

## Jogos em outros consoles
Ao invés de consoles da Sega, os cinco jogos (exceto Monster World IV) foram lançado dos consoles de outras empresas. Os jogos que foram lançados para PC Engine (TurboGrafx-16 no Ocidente) tiveram títulos alterado para a remoção do nome "Wonder Boy". O jogo Wonder Boy in Monster Land se tornou Bikkuriman World, o jogo Wonder Boy III: The Dragon's Trap vira Dragon's Curse no Ocidente ou Adventure Island no Japão (não confundir com Hudson's Adventure Island do console da Nintendo) e o jogo Wonder Boy in Monster World se tornou The Dynastic Hero. O jogo Wonder Boy III: Monster Lair se tornou Monster Lair, sendo o único jogo da série que não sofreu muitas alterações.
O primeiro jogo da série de Wonder Boy foi lançado para Nintendo Entertainment System em 1987 pela empresa Hudson Soft titulado "Hudson's Adventure Island". O enredo é parecido com a original, porém teve o personagem loiro remodelado Master Higgins (Takahashi Meijin no Japão), que foi modelado a partir do produtor executivo Takahashi Meijin, daí o título do jogo no Japão é Takahashi Meijin no Bouken Jima (traduzido como "Ilha da Aventura de Takahashi Meijin"). E também, a textura dos gráficos do jogo foi simplificado para o console NES em poucas cores devido às limitações técnicas, e a músicas do jogo foram recriadas. Com o sucesso do jogo, Adventure Island ganhou várias sequência, se tornando uma série. A sequência 16-bits do jogo foi lançado para o console Super Nintendo sob o título "Super Adventure Island".

## Conversões para a Turma da Mônica
A empresa Tectoy converteu os três jogos da série de jogos Wonder Boy para série de quadrinhos brasileiros Turma da Mônica. Em cada jogo, os textos foram traduzidos para o português, alterando o enredo da história de acordo com a jogabilidade, os personagens do jogo Wonder Boy viraram personagens da Turma da Mônica.
O jogo Wonder Boy in Monster Land se tornou Mônica no Castelo do Dragão para Master System, onde teve textos traduzidos e o personagem principal mudado para Mônica. O jogo Wonder Boy III: The Dragon's Trap se tornou Turma da Mônica em O Resgate para Master System, onde teve textos traduzidos e vários personagem alterados, e inclusive o enredo da história. O jogo Wonder Boy in Monster World se tornou Turma da Mônica na Terra dos Monstros lançado recentemente para Mega Drive e o último da série a ser lançado no Brasil.